# Maciej Żerdziński
Maciej Żerdziński (ur. 1967) – polski pisarz science fiction, rysownik i muzyk, z zawodu lekarz psychiatra (dr n. med).
Od urodzenia mieszka i pracuje w Katowicach. Ukończył III LO w Katowicach im. A. Mickiewicza i wydział lekarski Śląskiej Akademii Medycznej.

## Życiorys

### Lekarz
Od roku 2000 pełnił funkcję zastępcy ordynatora w katowickim Centrum Psychiatrii, od roku 2006 jest ordynatorem II Oddziału Psychiatrii w tej placówce. W tym samym roku, Żerdziński obronił doktorat na temat relacji zachodzących między natręctwami a chorobą afektywną dwubiegunową. Maciej Żerdziński jest również autorem uznanego Poradnika dla chorych cierpiących na zespół natręctw i poradnika poświęconego Chorobie Afektywnej Dwubiegunowej (oba dostępne w wersji elektronicznej na stronie Centrum Psychiatrii pro publico bono), a także wielu innych prac medycznych o charakterze kazuistycznym, poglądowym i naukowym opublikowanych m.in. w Postępach psychiatrii i neurologii czy Archives of Psychiatry and Psychotherapy.
Jako lekarz psychiatra, zorganizował 2 ogólnopolskie konferencje naukowe dotyczący problematyki zaburzeń obsesyjno-kompulsyjnych, współorganizował charytatywne aukcje dedykowane chorym psychicznie, prowadził liczne warsztaty/kursy/szkolenia dla lekarzy psychiatrów i lekarzy innych specjalizacji. Był kierownikiem specjalizacji 5 lekarzy psychiatrów i jest wieloletnim opiekunem lekarzy stażystów. Podstawą pracy lekarskiej Macieja Żerdzińskiego jest rzetelna, zespołowa praca kliniczna z pacjentem.

### Pisarz
Jako pisarz literatury science-fiction, opublikował dwie powieści: Korporacja Wars’n’Guns (1996) oraz Opuścić Los Raques (2000, wznowienie w 2013) oraz kilkanaście opowiadań S-F, zamieszczanych w Fantastyce, Nowej Fantastyce i zbiorach opowiadań różnych wydawnictw (Wydawnictwo Literackie, Supernowa, Zysk i S-KA...).
Opuścić Los Raques została nagrodzona nagrodą Srebrny Glob. Jego utwory literackie są często połączone z życiem zawodowym: Żerdziński próbuje w nich przedstawić prawdziwy obraz choroby psychicznej.

### Rysownik
Jako rysownik, Maciej Żerdziński stworzył m.in. cykl komiksów z bohaterem-nieudacznikiem o imieniu Feelgood, który był regularnie publikowany w Super Expresie, Dzienniku Śląskim i w Panoramie. Ilustrował też książki swojego mistrza, dr. Krzysztofa Czumy oraz inne wydawnictwa o charakterze medycznym. Specjalizuje się w rysunku tuszem bez udziału komputera.

### Muzyk
Na studiach w Śląskiej Akademii Medycznej, Żerdziński grał na perkusji w zespole „Love Axe”, który założył wspólnie z przyjaciółmi.
Od ponad 5 lat, jest liderem projektu muzycznego Insynuos (muzyka rockowa), który współtworzy z profesjonalnymi artystami związanymi z Red House Studio w Kętach. W 2011 Insynuos wydał płytę CD „Obserwacje” – nagraną we wspomnianym wyżej Red House Studio, zmasteringowaną w Stanach Zjednoczonych (Tom Coyne, Drew Lavyne), a promowaną przez Antyradio.

## Publikacje
- Korporacja Wars’n’Guns (1996)
- Opuścić Los Raques (2000[3], wznowienie 2019[4])
- Poradnik dla chorych cierpiących na zespół natręctw